# Elezioni comunali in Veneto del 2025
Il 25 e il 26 maggio 2025, in Veneto si sono tenute le elezioni per il rinnovo di 9 consigli comunali.

## Riepilogo sindaci eletti
| Provincia | Comune              | Sindaco uscente | Sindaco uscente | Sindaco eletto | Sindaco eletto  | Primo turno | Primo turno | Secondo turno | Secondo turno | Seggi   |
| Provincia | Comune              | Sindaco uscente | Sindaco uscente | Sindaco eletto | Sindaco eletto  | Voti        | %           | Voti          | %             | Seggi   |
| --------- | ------------------- | --------------- | --------------- | -------------- | --------------- | ----------- | ----------- | ------------- | ------------- | ------- |
| Venezia   | Santa Maria di Sala |                 | Paola De Palma  |                | Alessandro Arpi | 4.016       | 52,18       | —             | —             | 10 / 16 |

## Città metropolitana di Venezia

### Santa Maria di Sala
|                                        | Alessandro Arpi ✔️ Sindaco | 4 016                | 52,18 | GenerAzioni per Crescere - CI   | 1 307 | 17,73 | 4  |  |  |
| Per Arpi Sindaco - Indipendenza Veneta | Alessandro Arpi ✔️ Sindaco | 4 016                | 52,18 | 1 209                           | 16,40 | 3     |    |  |  |
| Fratelli d'Italia                      | Alessandro Arpi ✔️ Sindaco | 4 016                | 52,18 | 908                             | 12,32 | 2     |    |  |  |
| Lega Salvini                           | Alessandro Arpi ✔️ Sindaco | 4 016                | 52,18 | 502                             | 6,81  | 1     |    |  |  |
| Totale liste                           | Alessandro Arpi ✔️ Sindaco | 4 016                | 52,18 | 3 926                           | 53,25 | 10    |    |  |  |
|                                        | Natascia Rocchi            | 2 279                | 29,61 | FI - Lista Salese               | 1 240 | 16,82 | 2  |  |  |
| Alternativa Civica                     | Natascia Rocchi            | 2 279                | 29,61 | 511                             | 6,93  | 1     |    |  |  |
| Progetto Rinascita Comune              | Natascia Rocchi            | 2 279                | 29,61 | 353                             | 4,79  | –     |    |  |  |
| Seggio di coalizione                   | Seggio di coalizione       | Seggio di coalizione | 29,61 | 1                               |       |       |    |  |  |
| Totale liste                           | Natascia Rocchi            | 2 279                | 29,61 | 2 104                           | 28,54 | 4     |    |  |  |
|                                        | Massimo Iovine             | 1 401                | 18,20 | Civica Insieme (PD - M5S - AVS) | 1 343 | 18,22 | 1  |  |  |
| Seggio di coalizione                   | Seggio di coalizione       | Seggio di coalizione | 18,20 | 1                               |       |       |    |  |  |
| Totale                                 | Totale                     | 7 696                | 100   |                                 | 7 373 | 100   | 16 |  |  |
|                                        |                            |                      |       |                                 |       |       |    |  |  |
| Fonte: Ministero dell'interno          |                            |                      |       |                                 |       |       |    |  |  |

1. ↑  Include candidati di Azione.